# Der Zinker
Der Zinker è un film del 1931 diretto da Karl Forest, Martin Frič e Karel Lamač.

## Produzione
Il film fu prodotto dalla Ondra-Lamac-Film.

## Distribuzione
Distribuito dalla Südfilm-A. G., uscì nelle sale cinematografiche tedesche dopo essere stato presentato in prima il 30 luglio 1931 all'Atrium di Berlino con il visto di censura B.29446 che ne vietava la visione ai minori. Nei Paesi Bassi, dove fu distribuito con il titolo De stille verklikker dalla Amfilmin e dalla Remaco's Filmbedrijf, uscì il 13 novembre 1931.